# Wspólnota administracyjna Pfaffing
Wspólnota administracyjna Pfaffing – wspólnota administracyjna (niem. Verwaltungsgemeinschaft) w Niemczech, w kraju związkowym Bawaria, w rejencji Górna Bawaria, w regionie Südostoberbayern, w powiecie Rosenheim. Siedziba wspólnoty znajduje się w miejscowości Pfaffing. Powstała 1 maja 1978 w wyniku reformy administracyjnej.
Wspólnota administracyjna zrzesza dwie gminy wiejskie (Gemeinde): 
- Albaching, 1 622 mieszkańców, 18,15 km²
- Pfaffing, 3 950 mieszkańców, 35,39 km²